# William Henry Dines
William Henry Dines, född 5 augusti 1855 i London, död 24 december 1927, BA FRS, var en brittisk meteorolog.
Dines var son till George Dines, som också var meteorolog. William Henry Dines utbildades vid Woodcote House school i Windlesham och fortsatte sedan vid Corpus Christi College i Cambridge där han läste matematik och sedan undervisade i samma ämne. Därefter utförde han undersökningar för Royal Meteorological Society inom vindmätning och i samband med detta konstruerade han en anemometer som kom att kallas Dines anemometer.
År 1901 påbörjade han forskning i frågor kring högre liggande luftlager och konstruerade eller förbättrade instrument som användes tillsammans med drakar och väderballonger. Bland annat arbetade han med en variant av en låddrake liknande dem som Lawrence Hargrave konstruerat, som visade sig vara av stort värde. 1905 utnämndes han av Met Office till ledare för experiment relaterade till de högre luftlagren. Tillsammans med Napier Shaw konstruerade han en mikrobarograf, en registrerande kvicksilverbarometer och flera andra instrument.
Mellan åren 1901 och 1902 var han ordförande i Royal Meteorological Society och 1905 valdes han till Fellow of the Royal Society. Även om han aldrig var heltidsakademiker var han medlem i International Commission for Scientific Aeronautics och blev hedersmedlem i flera utländska vetenskapliga sällskap. Dines  tilldelades Symons Gold Medal 1914. Han är författare till flera viktiga artiklar som behandlade de övre luftlagrens meteorologi och publicerade i Transactions of the Royal Society, Geophysical Memoirs of the Meteorological Office och i andra tidskrifter.
William Henry Dines var far till John Somers Dines och Lewen Henry George Dines, som både följde i sin fars och farfars fotspår och blev meteorologer.